# Вуйтово (гміна Барчево)
Вуйтово (пол. Wójtowo, нім. Fittigsdorf) — село в Польщі, у гміні Барчево Ольштинського повіту Вармінсько-Мазурського воєводства.
Населення — 1116 осіб (2011).
У 1975-1998 роках село належало до Ольштинського воєводства.

## Демографія
Демографічна структура станом на 31 березня 2011 року:
|          | Загалом | Допрацездатний вік | Працездатний вік | Постпрацездатний вік |
| -------- | ------- | ------------------ | ---------------- | -------------------- |
| Чоловіки | 545     | 133                | 390              | 22                   |
| Жінки    | 571     | 110                | 399              | 62                   |
| Разом    | 1116    | 243                | 789              | 84                   |